# 冈泉茂
冈泉茂（日语：／ Okaizumi Shigeru，1968年4月21日—），埼玉县出身，日本男子柔道运动员。他曾代表日本参加1994年亚洲运动会柔道比赛，获得男子95公斤级金牌。他也曾在1995年世界柔道锦标赛上获得一枚铜牌。